# Giovanna d'Arco
Giovanna d'Arco (Jeanne d'Arc) er en opera i tre akter  af Giuseppe Verdi. Den italienske libretto, der bygger på skuespillet Die Jungfrau von Orleans af Friedrich Schiller, er skrevet af Temistocle Solera. Operaen blev uropført på Teatro alla Scala i Milano den 15. februar 1845.